# مكحلة (حلب)
مكحلة (بالإنجليزية: Makhala)‏ قرية سوريّة تتبع إداريّاً لمحافظة حلب منطقة جبل سمعان ناحية الحاضر. بلغ تعداد سكانها 322 نسمة، حسب التعداد السكاني لعام 2004.